# Малая Канонерская улица
Ма́лая Каноне́рская у́лица — улица в городе Сестрорецке Курортного района Санкт-Петербурга. Проходит от улицы Коммунаров до Ермоловского проспекта. Далее продолжается Садовой улицей.
Название появилось в последней четверти XIX века. Происходит от местности Канонерка, в которой находится. Позднее, в начале XX века, соседняя улица стала называться Большой Каноненской (ныне она именуется улицей Коммунаров).
14 апреля 1975 года Малая Канонерская улица была юридически включена в состав улицы Токарева, но это решение выполнено не было.

## Застройка
- № 19 — жилой дом (1917[2])
- № 23 — жилой дом (1917[2])
- № 26 — жилой дом (1917[2])
- № 40/2 — жилой дом (1917[2])
- № 43 — жилой дом (1917[2])

## Перекрёстки
- Улица Коммунаров
- Морская улица
- Ермоловский переулок
- Ермоловский проспект / Садовая улица